# The Forge
The Forge is het eerste deel van een driedelige aflevering in seizoen 4 van de televisieserie Star Trek: Enterprise. Het is aflevering 83 van de serie (van 97 in totaal) en gaat over de Syrrannites, een groep personen die wordt belaagd door de autoriteiten op de planeet Vulcan.

## Verloop van de aflevering
Wanneer de ambassade van aarde op Vulcan wordt gebombardeerd, wordt een onderzoek ingesteld, geleid door Jonathan Archer en T'Pol. Zij volgen een spoor dat leidt naar een religieuze groep op de planeet die zich schuil houdt in een verraderlijke woestijn. Ze worden echter tegengewerkt door de autoriteiten van Vulcan.

### Proloog
In 2137 dwaalt een jonge Vulcan man alleen door een ondergrondse tunnel op de planeet Vulcan. Hij vindt een gebeeldhouwd omhulsel, compleet onder het stof. Met een kwast veegt hij dat weg, waarna een symbool te zien is. Dan mompelt hij: "Surak".

### Deel één
In 2154 reisde admiraal Maxwell Forrest naar Vulcan om erachter te komen wat het Vulcan High Command (Hoge Commando van Vulcan) heeft besloten rond het wel of niet beginnen aan gezamenlijke missies met Starfleet. In de ambassade bespreekt hij dit met ambassadeur Soval, en is verrast als hij erachter komt dat zijn advies niet werd gevraagd door de raad. Eraan denkend dat de man niet scheutig is met het delen van technologie, verklaart Soval dat hij de mens niet goed begrijpt en dat de snelle ontwikkeling van de mensheid een zorgelijke ontwikkeling is voor de Vulcans. Dicht in de buurt van de twee mannen is een explosie te horen, en gauw duwt Forrest Soval naar de grond, terwijl de ambassade in vlammen raakt.
Op de USS Enterprise NX-01 zijn de hogere officieren bezig met een potje basketbal. Phlox, de dokter van het schip, blijkt erg goed in het spelletje te zijn en blijft van team wisselen. Hij vergelijkt het spel met vruchtbaarheidstesten van de planeet Octran, maar dan met meer kleren aan. Dan komt T'Pol binnen, die Archer apart neemt om het slechte nieuws te vertellen.
Dan spreekt Archer zijn logboek in, waar hij vermeldt dat zijn vriend Maxwell Forrest is overleden, en het dodental drie dagen later op 43 staat. Zij zijn bij Vulcan gearriveerd.
Archer ontmoet V'Las, hoofd van het Vulcan High Command, samen met ambassadeur Soval en Stel, hoofd onderzoeker van het Veiligheidsdepartement van Vulcan. Nadat Archer de suggestie dat de bom werd geplant door Andorianen afwijst, onthult Stel dat de Syrrannites ook bij de verdachten horen. Archer denkt dat dit een ander ras is, maar T'Pol legt uit dat het een kleine groep radicale Vulcans betreft, die een "corrupte" versie van de lessen van Surak volgen. Hun logische en vredevolle denkwijze maakt ze alleen onwaarschijnlijke kandidaten. Als Archer vraagt of er enig bewijs is, maakt Soval duidelijk dat de gebombardeerde ambassade op grondgebied van Aarde staat, waardoor het onderzoek onder jurisdictie van Starfleet valt.
Archer stuurt Malcolm Reed en Travis Mayweather eropuit om de plaats delict te onderzoeken. Daar ontdekken zij een onontplofte bom. Reed scant het apparaat en ontdekt Vulcaans DNA op de bediening ervan. Een nauwkeurige scan laat het apparaat afgaan, maar zij komen via de Transporter nog veilig terug op de Enterprise, vlak voor de explosie.

### Deel twee
Het onderzoek van Phlox komt overeen met het DNA dat op de bom was gevonden, en onthult dat het van T'Pau afkomstig is. Zij is een bekende Syrrannite. Als Archer probeert dit bewijs verder te onderzoeken, wordt hij tegengehouden door Stel, die duidelijk maakt dat T'Pau een Vulcan is, waardoor het onderzoek vanaf dan onder de jurisdictie van Vulcan valt, en dat hun assistentie niet vereist is.
Archer loopt de laadruimte van de Enterprise binnen, waar de lichamen van de gestorven mensen tijdens het bombardement zijn, totdat ze terug naar Aarde worden getransporteerd. Terwijl hij kijkt naar de kist waar admiraal Forrest in ligt, komt Soval binnenlopen. Hij dringt er bij Archer op aan om het onderzoek niet te staken en aan de Vulcans over te laten, maar alles dat het Hoge Commando van Vulcan doet te wantrouwen en naar Vulcan te reizen.
Ondertussen bezoekt Koss de hut van T'Pol. Ze is niet erg blij met het weerzien met haar man, maar hij dringt erop aan dat een bezoek onder vier ogen nodig was. Hij geeft T'Pol een IDIC die van T'Les was, maar die ze door wilde geven. Koss legt ook uit dat de nieuwe veiligheidsmaatregelen na het bombardement ervoor hebben gezorgd dat T'Les moest onderduiken, omdat ze een Syrrannite is. T'Pol laat de IDIC aan Archer zien, erbij zeggend dat hij aangepast was, en zet hem aan. De IDIC laat een holografische topografische kaart zien van de Smidse, een woestijn in Vulcan.
Ondanks Tucker's waarschuwingen dat de Smidse een hel is met elektrische zandstormen en geomagnetische instabiliteit die ervoor zorgen dat er geen technologie mogelijk is, besluit Archer om toch naar beneden te transporteren met T'Pol in hun zoektocht naar de Syrrannites. Soval verstrekt data die de gaten in het satellietnetwerk van Vulcan weergeven, zodat ze ongezien naar de planeet kunnen reizen. Soval zelf blijft aan boord om te helpen met het onderzoek vanuit het schip.

### Deel drie
Archer and T'Pol transporteren naar Gateway. T'Pol legt aan haar kapitein uit dat Surak hier volgens de verhalen zijn reis door de Smidse startte. Archer vraagt aan T'Pol naar haar waarschijnlijke ongeloof in de verhalen over Surak. Ze antwoordt dat Suraks geschriften over die periode verloren waren gegaan, en de kopieën die over waren verschillend te interpreteren zijn. Dit vindt Archer wel amusant; Het doet hem aan Aarde denken. Hun gesprek komt plotseling ten einde als een Sehlat schreeuwt. Het grote dier is echter net te traag om de twee te grijpen, want ze kunnen nog net een heuvel beklimmen.
Op de Enterprise onderzoekt Phlox de bom om andere DNA-sporen te vinden. Hij ontdekt dat de telomeren van T'Pau's DNA te lang zijn om te behoren bij een 32-jarige Vulcan, en concludeert dat iemand het bewijs vervalst had. Van een opname die Reed uit de ambassade had, konden ze het moment waarop T'Pau's DNA "handtekening" was opgenomen achterhalen. Ze konden de verdachte niet identificeren, maar de bewaker leek de persoon wel te herkennen. Toevallig is die bewaker in de ziekenboeg, in coma.
Op Vulcan wordt de Sehlat weggejaagd door een persoon die Arev heet, die beweert op pelgrimstocht te zijn. Archer doet alsof hij hetzelfde doet en vraagt of zij met zijn drieën verder kunnen. Arev is het met ze eens, maar zegt eerst wel dat het zwaar zal zijn voor een mens in de woestijn. Terwijl ze door de woestijn lopen vraagt Arev een paar dingen en komt erachter dat Archer en T'Pol niet op pelgrimstocht zijn. Hun discussie wordt onderbroken door een zandvuur storm.

### Deel vier
Aan boord van de Enterprise leggen Tucker en Phlox aan Soval uit wat ze ontdekt hadden. Het knoeien met de DNA-opnames suggereert een vergaand complot. Soval is het uiteindelijk met ze eens, en stemt ermee in een mind-meld te ondergaan met de bewaker die in coma ligt.
In de Smidse vinden de drie "pelgrims" beschutting tegen de zandvuur storm. Nadat hij T'Pols IDIC zag, zegt Arev dat hij respect heeft voor Archers acties wat betreft het klooster van P'Jem, en belooft hen naar T'Karath te brengen zodra de storm over is. (Dit gaat over de vernietiging van het P'Jem klooster. (Enterprise, aflevering 6, The Andorian Incident)) Dat is de plaats waar de Syrrannites onderduiken. Dan legt Archer uit dat het Hoge Commando van Vulcan beweert dat de Syrrannites een corrupte versie van de leer van Surak volgen. Daarop antwoord Arev dat sommigen zeggen dat Suraks katra is gevonden en nu door een Syrrannite wordt gedragen. Volgens het gerucht zou iedereen die een Mind Meld met die persoon ondergaat de geest van Surak aan kunnen raken.
Op de Enterprise ontmoeten Phlox, Soval en Trip, V'Las en Stel. Als die vragen wie de echte dader van het bombardement is, onthult Soval de waarheid; het is Stel. Soval claimt een ooggetuige te hebben de hem als de persoon identificeerde die de bom in de ambassade had geplant. Als Stel en V'Las vragen om de getuige te ontmoeten, zegt Phlox dat die in coma ligt. Nadat Soval toegeeft een "Mind Meld" uitgevoerd te hebben, protesteert Stel, omdat telepathisch bewijs ontoelaatbaar zou zijn. V'Las zegt tegen Soval dat hij naar het Hoge Commando geroepen zal worden om zijn acties te verantwoorden.

### Deel vijf
In de Smidse wordt de storm krachtiger. T'Pol wordt geraakt door een elektrische ontlading terwijl ze de ingang van de grot probeert te hersluiten. Een andere ontlading raakt Arev dodelijk. Vlak voordat hij dood is grijpt hij Archer en zegt dat hij "het" naar T'Karath moet brengen.
Op de Enterprise bereidt Soval zich voor om zichzelf aan te geven bij het Hoge Commando. Als Tucker protesteert en hem beschuldigt van het niet vertrouwen van mensen, antwoordt Soval met "Peace and long life", wat een standaard groet is van de Vulcans. Dit betekent dat hij meer respect heeft voor Tucker dan die doorheeft.
Archer wordt wakker gemaakt door T'Pol. Ze zijn het erover eens om weer naar T'Karath te gaan zoeken, dat dichtbij zou moeten zijn. Ze begraven Arev eerst, waarna ze onderweg gaan. Archer heeft telkens vreemde voorgevoelens, die blijken te kloppen, en ze vinden T'Karath. Als ze binnenlopen worden ze omringd door een groep gewapende Vulcans.
Hierna gaat het verhaal verder in Awakening

## Achtergrondinformatie
- In deze aflevering gaat Maxwell Forrest dood. Dit wordt niet direct getoond, maar wel verteld in het logboek van kapitein Archer.
- Deze aflevering bevestigd dat er een Verenigde Aarde Regering is.
- Dit is een van de drie afleveringen van Star Trek: Enterprise waar geen scènes op de Brug geschoten zijn.

## Acteurs

### Hoofdrollen
- Scott Bakula als kapitein Jonathan Archer
- John Billingsley als dokter Phlox
- Jolene Blalock als overste T'Pol
- Dominic Keating als luitenant Malcolm Reed
- Anthony Montgomery als vaandrig Travis Mayweather
- Linda Park als vaandrig Hoshi Sato
- Connor Trinneer als overste Charles "Trip" Tucker III

### Gastacteurs
- Robert Foxworth als V'Las
- Vaughn Armstrong als Maxwell Forrest
- Gary Graham als Soval
- Michael Reilly Burke als Koss

en
- Michael Nouri als Arev / Syrran

### Bijrollen
- Larc Spies als Stel

### Stuntmannen en stuntdubbels
- Bruce Barbour als stuntdubbel voor Vaughn Armstrong
- Vince Deadrick, Jr. als stuntdubbel voor Gary Graham
- Wade Kelley als fotodubbel voor Scott Bakula
- Tim Sitarz als stuntdubbel voor Michael Nouri
- Boni Yanagisawa als stuntdubbel voor Jolene Blalock